# Trevor Denis ApIvor
Trevor Denis ApIvor   (comtat de Westmeath, 14 d'abril de 1916 - Robertsbridge, 27 de maig de 2004) va ser un compositor britànic, més conegut per la seva partitura de ballet Blood Wedding. Va tenir una carrera paral·lela com a consultor anestesista.

## Biografia
ApIvor (pronunciat Ap Ivor) va néixer de pares gal·lesos, Denis ApIvor va anar a la "Hereford Cathedral School" i va ser corista a "Christ Church, Oxford" i "Hereford Cathedral". Com que els seus pares s'oposaven a una carrera musical, va estudiar medicina a Londres, però també havia seguit l'estudi de la música des de ben petit. Va començar els seus estudis de medicina a la "Universitat d'Aberystwyth" el 1933, i l'any següent es va traslladar al University College de Londres. Inspirat en escoltar la primera actuació a Anglaterra de Wozzeck (al "Queen's Hall", 14 de març de 1934 dirigida per Adrian Boult) i animat per Cecil Gray, també va estudiar composició en privat amb Patrick Hadley i Alan Rawsthorne.
A l'esclat de la Segona Guerra Mundial va ser durant un temps metge de capçalera a l'Hospital de "St John i St Elizabeth", a Hampstead. El 1942 va ser cridat, principalment com a metge de guerra a l'Índia. Després de la guerra ApIvor va continuar amb la seva carrera mèdica, i finalment es va retirar el 1979 del "Mid Kent Group".
Però també va tornar a les seves activitats musicals. Va formar una amistat amb el seu veí d'Albany Street, Constant Lambert, que va dirigir l'estrena de la seva primera obra important, un escenari coral-orquestral de The Hollow Men de TS Eliot, el 21 de febrer de 1950. Les seves diverses influències musicals durant aquest període van anar des de Busoni, Delius, Peter Warlock i Bernard van Dieren fins a Berg i Webern.
Les dècades de 1950 i 1960 van ser els seus anys més productius, però malgrat la disminució de les actuacions a partir de la dècada de 1970, va continuar component fins a la dècada de 1990 i més enllà.[4] Va deixar Londres per viure a Gal·les el 1987 i en la dècada de 1990 es va traslladar a Telscombe, prop de Brighton. Va morir a Robertsbridge, Sussex, als 88 anys.

## Música
La música d'ApIvor es divideix a grans trets en tres períodes: els primers treballs dels anys 50 influenciats per Van Dieren i Peter Warlock, que aviat van conduir a un estil de sèrie més estricte fins a finals dels 80, i finalment van renovar la simplicitat en les seves obres posteriors.
Les seves primeres obres més reeixides inclouen The Hollow Men (1939; rev. 1946) i diversos ballets. A Mirror for Witches (1951), basat en el llibre d'Esther Forbes amb coreografia d'Andrée Howard i escenografia de Norman Adams, es va estrenar el 4 de març de 1952 amb el The Royal Ballet a la Royal Opera House. El 1953 li va seguir Blood Wedding, amb coreografia d'Alfred Rodrigues, dissenys d'Isabel Lambert. Aquesta obra inspirada en Bodas de sangre de Lorca va aconseguir un èxit internacional, amb produccions escenificades des de Turquia fins a Xile. Va conduir a l'encàrrec per part de Sadler's Wells de l'òpera Yerma també de Lorca (1955–59). Quan això va ser abandonat per ser massa difícil, William Glock va demanar a Eugene Goossens que dirigís l'Orquestra Simfònica de la BBC i el cor en un concert de retransmissió el 1961. Glock també va encarregar el ballet televisat Corporal Jan el 1968.
Mentre ApIvor va introduir elements en sèrie en el seu Concert per a piano (1948, revisat el 1954 i interpretat als The Proms el 1958 per Patrick Piggott), va ser només el 1955 que va començar a utilitzar regularment un serialisme més lliurement atonal i atemàtic, que va continuar, per fer fins a la dècada de 1980. Va ser influenciat en això per Edward Clark, director d'orquestra, antic productor musical de la BBC, alumne d'Arnold Schoenberg i marit d'Elisabeth Luytens.
Va compondre cinc simfonies, diversos concerts (per a violoncel, guitarra, trompa, piano i violí) i moltes obres de cambra i instrumentals, incloent tres quartets de corda. Va fer una gran contribució al repertori de guitarra: obres en solitari inclouen Variations (1958), Discanti (1970), Saeta (1972) i deu peces en sèrie incloses amb el seu llibre "Serial Composition for Guitarists" (1982). També va escriure un Concertino per a guitarra (1954), Liaison per a guitarra i teclat (1976) i Cinquefoil per a flauta, guitarra i viola (1984).
El compositor David Hackbridge Johnson ha assenyalat "un enfocament menys aforístic del serialisme" en obres posteriors, amb les qualitats expressives i melòdiques del Concert per a violoncel (1977) prefigurant les obres modals dels seus últims anys, com el Quartet de corda núm. 3 (1989-1989). 90). El seu Fantasy Concertante (1979-80) per a trompa va ser emès pel solista Frank Lloyd amb la "BBC Scottish Symphony Orchestra", dirigida per Nicholas Kraemer el 1996. El seu darrer treball va ser una escena operística The Trixter (2002), ambientant un poema de Peter Warlock. El material d'arxiu relacionat amb ApIvor es pot accedir a la Biblioteca Nacional de Gal·les i un conjunt complet de les seves partitures es conserva a la Universitat de Leeds.